# 東京ノート
『東京ノート』（とうきょうのーと）は、平田オリザの代表的な戯曲。1994年に平田自身の演出によりこまばアゴラ劇場にて初演された。翌年に第39回岸田國士戯曲賞を受賞し、『S高原から』とともに第一戯曲集に収録された。
舞台は2004年、つまり発表当時では近未来であった東京のある美術館。ヨーロッパでは戦争が起こっており、戦火を逃れるためにフェルメールの貴重な絵画が疎開しにきているという設定になっている。この美術館ロビーに並ぶ長椅子に休憩しにくる学生や学芸員、絵の寄贈者や兄弟家族といったさまざまな人物模様が、ときに同時進行する淡々とした会話によって描かれていく。のちに改稿されながら1997年、2007年に再演されている。

## 逸話
- 作者は自身の敬愛する小津安二郎の映画『東京物語』をモチーフにこの作品を考え始めたとしており、タイトルは物語の一歩手前という意味で「東京ノート」と付けたのだとしている。
- もともとは本作ではなく同年に発表された『転校生』が岸田國士戯曲賞の候補作となる予定であったが、「女子高生とやった演劇」が代表作となってイメージが固定化してしまうのは困ると考えた平田が白水社に直訴して、候補作を差し替えてもらったという。